# Abu al-Hasan al-Aszari
Abu al-Hasan Ali Ibn Isma’il al-Aszari (873-935), muzułmański teolog, filozof i mówca. Uczeń Abu Alego al-Dżubba’iego. Twórca aszaryzmu.

## Życiorys
Al-Aszari zdobywał wykształcenie w szkołach teologicznych szyickich mutazylitów, jednakże ich dowolność interpretacji Koranu skłoniła go do odrzucenia ich poglądów i stworzenia szkoły nauczania dosłownie interpretującej Koran. Przykładowo w aszaryzmie podróż nocna Mahometa do Jerozolimy nie jest interpretowana jako sen ale realne wydarzenie.

## Najważniejsze dzieła
- Wypowiedzi przedstawicieli nauk islamu i sprzeczności pomiędzy muzułmanami (Makalat al-islamijjin wa-ichtilaf al-musallin)
- Promienie (Al-Luma)
- Objaśnienie podstaw wiary (Al-Ibana an usul ad-dijana)